# Hypericum tetrapterum
Hypericum tetrapterum (syn. H. quadrangulum) es una especie del género Hypericum, en la familia Hypericaceae. Entre sus nombres comunes se encuentran hierba de San Juan, Peterwort y hierba de San Juan de tallo cuadrado.

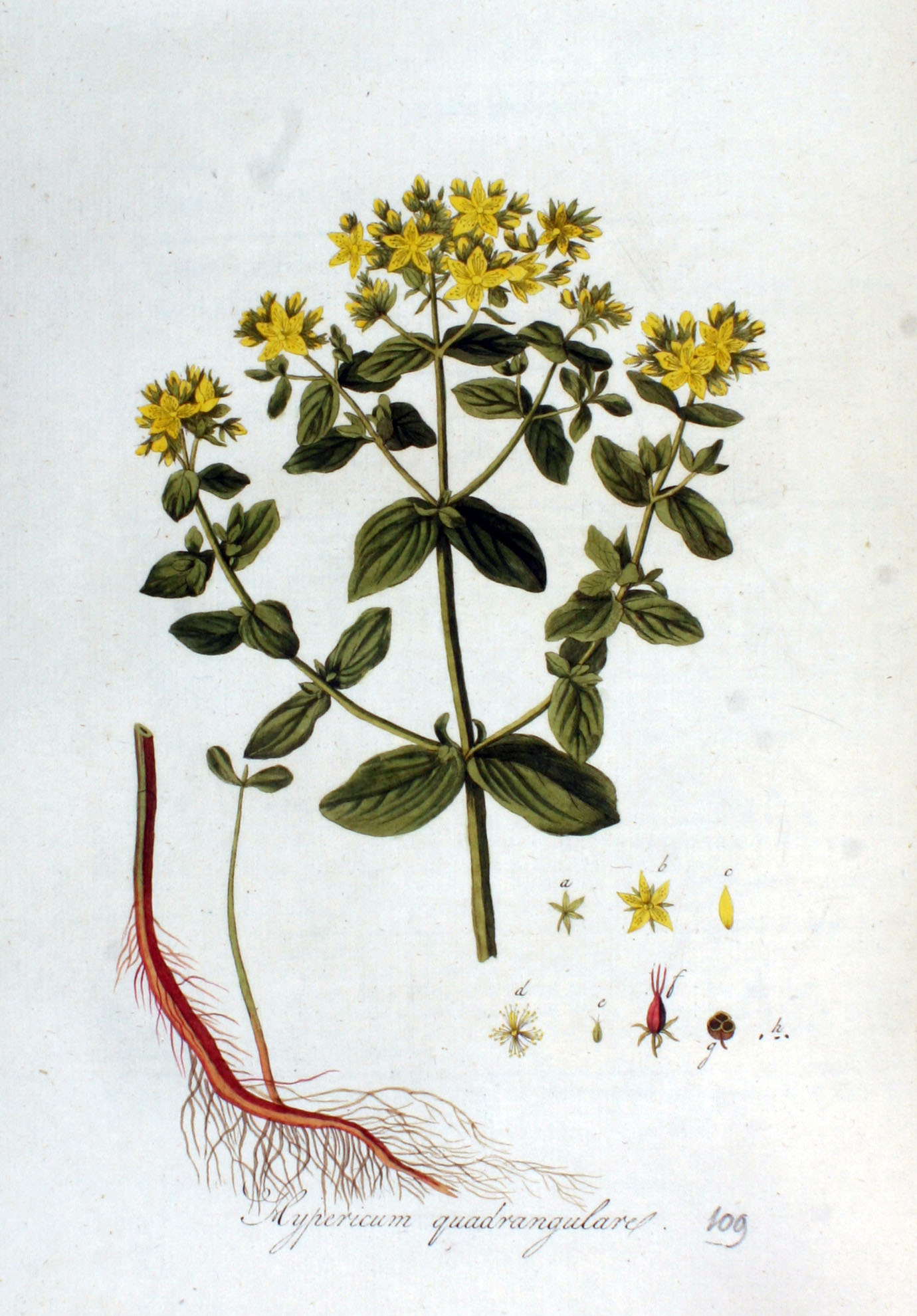
Ilustración

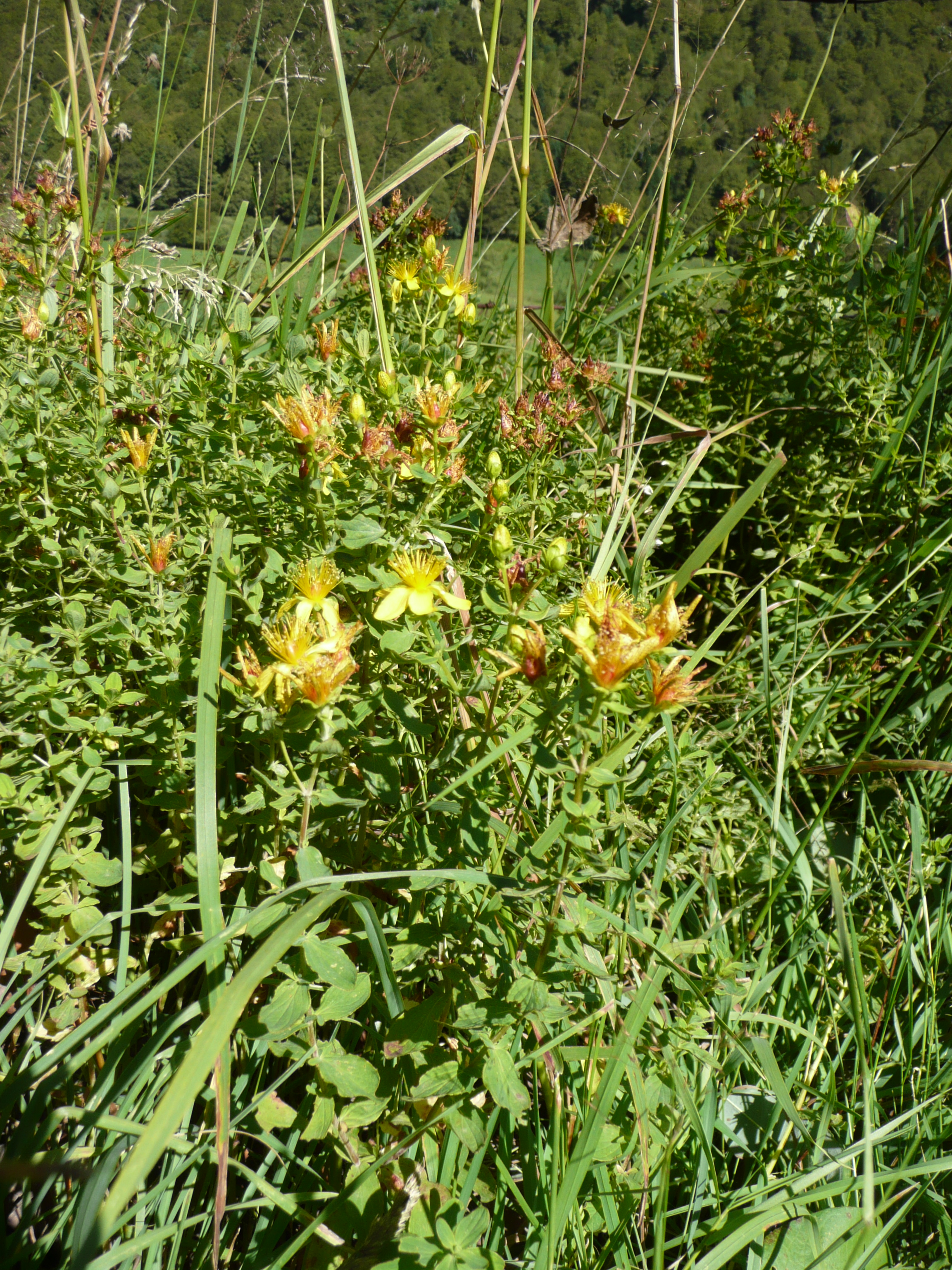
Vista de la planta

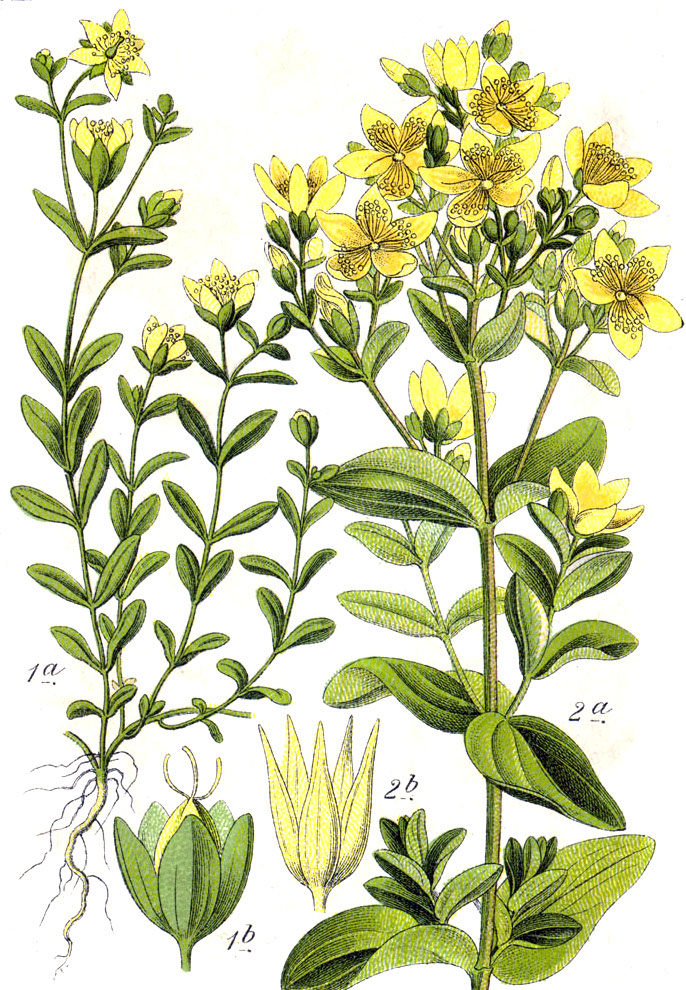
Ilustración

## Descripción
Es una planta herbácea perennifolia lampiña. Con tallos erectos y cuadrangulares, que alcanza hasta 43 cm de altura. Las hojas son sésiles, elípticas, ovadas u obovadas, de hasta 30 x 22 mm, redondeadas en el ápice, cordadas o subcordadas en la base. Las flores se encuentran en cimas corimbosas. 
Los sépalos lanceolados y los pétalos de 1 cm de largo, de color amarillo con puntos negros marginales. El fruto es una cápsula de 3 valvas.

## Taxonomía
Hypericum tetrapterum fue descrito por Elias Magnus Fries y publicado en Novitiae Florae Suecicae 236. 1814.
Etimología
Hipérico: nombre genérico que deriva del griego hyperikon ("sobre las imágenes" o "por encima de una aparición"). Para algunos, el nombre hace referencia a la propiedad que se le atribuía de hacer huir a los malos espíritus y las apariciones; solían colgarse flores de esta planta sobre las imágenes religiosas el día de San Juan. Para otros, las glándulas de sus pétalos parecen formar imágenes (a este hecho se le dio mucha importancia en la Edad Media, ya que era utilizado en los exorcismos por sus virtudes cabalísticas). 
tetrapterum: epíteto latino que significa "con cuatro aspas".
Variedades aceptadas
- Hypericum tetrapterum var. anagallifolium Boiss.
- Hypericum tetrapterum var. corsicum (Steud.) Boiss.

Sinonimia
- Holosepalum quadrangulum (L.) Fourr.
- Hypericum acutum Moench
- Hypericum acutum f. humile (Boenn.) Hegi
- Hypericum acutum f. patulum (Boenn.) Hegi
- Hypericum borbasii Formánek
- Hypericum confertum (Choisy) G.Don
- Hypericum fallax var. quadrangulare (L.) O.Schwarz
- Hypericum maculatum subsp. quadrangulum (L.) Hayek
- Hypericum neapolitanum Ten.
- Hypericum neapolitanum var. confertum (Choisy) Guss.
- Hypericum quadrangulare L.
- Hypericum quadrangulare var. humile Boenn.
- Hypericum quadrangulare var. patulum Boenn.
- Hypericum quadrangulum L.
- Hypericum quadrangulum var. confertum Choisy
- Hypericum quadrangulum var. patulum Boenn.
- Hypericum quadrangulum var. tetrapterum (Fr.) Borg
- Hypericum quadratum Stokes
- Hypericum quadrialatum Wahlb.
- Hypericum rotundatum Schur
- Hypericum tetrapterum var. neapolitanum (Ten.) N.Terracc.
- Hypericum tetrapterum f. stigmaphyllum Woronov[3][4][5]